# Zaton (żupania dubrownicko-neretwiańska)
Zaton – wieś w Chorwacji, w żupanii dubrownicko-neretwiańskiej, w mieście Dubrownik. W 2011 roku liczyła 985 mieszkańców.